# John Klingberg
John Andersson Klingberg (Göteborg, 14 agosto 1992) è un hockeista su ghiaccio svedese.

## Palmarès

### Mondiali
- 2 medaglie:
  - 2 ori (Germania/Francia 2017; Danimarca 2018)